# Cypridopsis compressa
Cypridopsis compressa är en kräftdjursart som beskrevs av Cole 1965. Cypridopsis compressa ingår i släktet Cypridopsis och familjen Cyprididae. Inga underarter finns listade i Catalogue of Life.